# Моноклінна сингонія
Моноклі́нна синго́нія — тип сингонії кристалічної ґратки.
Позначення: C2h, m.
Кристалічні класи: C1h=Cs = {E, σh}, C2, C2h

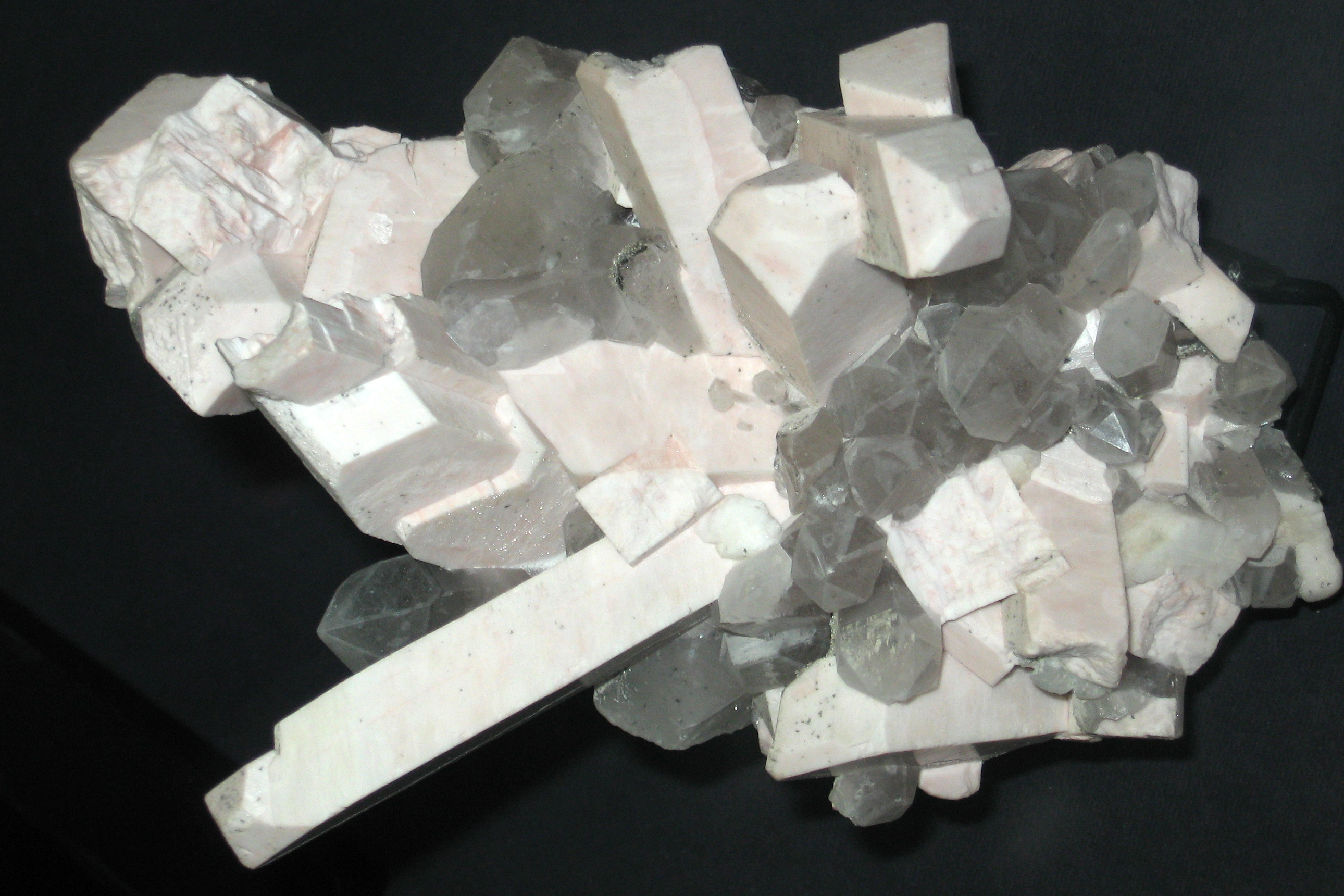
Приклад моноклінної сингонії. Ортоклаз

Цей тип сингонії характеризується трьома різними за довжиною базовими векторами й двома прямими кутами. Тобто, елементарна комірка — похилий паралелепіпед із прямокутником в основі.

## Ґратки Браве
Для моноклінної сингонії існує додаткова ґратка Браве — моноклінна центрована.

Примітивна моноклінна сингонія
Моноклінна центрована сингонія

## Приклади
- Гіпс